# HD157919
HD157919 — хімічно пекулярна зоря спектрального класу F3, що має видиму зоряну величину в смузі V приблизно  4,3.
Вона  розташована на відстані близько 111,5 світлових років від Сонця.